# Таркан
Таркан Теветоглу (тур. Tarkan Tevetoğlu; Алзеј, 17. октобар 1972) турски је певач, текстописац и кантаутор. Продаја његових албума процењена је на око 20 милиона широм света. Таркан је такође продуцент преко своје компаније HITT Music, која је основана 1997. Један је од ретких европских певача који су успели да се пробију на страном тржишту, а да нису певали на енглеском.

## Рани живот
Таркан Теветоглу је рођен 17. октобра 1972. у Алзеју, од Неше и Алија Теветоглуа. Мајка му је дала име по лику из стрипа Таркану. За име Таркан се каже да потиче од древног турског краља или титуле, што значи храбар и снажан. Тарканово интересовање за музику почело је у детињству. Таркан и његових петоро браће и сестара преселили су се у Турску 1986. године, а њихови родитељи су се настанили у Карамурселу. Након очеве смрти, његова мајка се удала за архитекту Сејхуна Кахрамана. Таркан има три полубраће и сестре по имену Аднан, Гулај и Нурај, из првог брака своје мајке, и брата Хакана и млађу сестру Хандан из брака са његовим оцем.
Таркан је тамо започео своју средњу школу и похађао часове турске уметности и музике у Удружењу за напредну музику Карамурсел. Након што се његова породица преселила у Истанбул, наставио је студије музике у Музичком друштву Ускудар и почео да наступа на разним местима. Након завршетка средње школе, планирао је да се пресели у Немачку ради високог образовања, а у међувремену је потписао уговор са власником Истанбул Плака Мехметом Согутоглуом за издавање свог првог албума.